# オリビエ・キャット
オリビエ・キャット（フランス語: Olivier Lecat, 1967年4月30日 - ）は、フランスの元男子バレーボール選手、指導者。元フランス代表。

## 来歴
アントニー出身。リヨン大学卒業。
選手としては、1996年にニースVBでフランスカップ優勝を経験。フランス代表としては1992年バルセロナオリンピックの出場を含め、110試合に出場している。
2002年に現役引退。2006年から指導者としてのキャリアをスタートさせた。
2006年と2010年にはフランス代表監督のフィリップ・ブランのもとでコーチを務めた。
2011年はスタッド・ポワトヴァンVBをフランスリーグA優勝に導いている。
2022年にはモンペリエでフランスリーグAとスーパーカップの優勝を果たした。
2023年、サントリーサンバーズのコーチに就任。
2024年、サントリーの監督に就任した。

## 人物
- サントリーでは「オリ」もしくは「オリビエ」と呼ばれているが、大宅真樹からは「ネコさん」と呼ばれている[6]。

## 球歴
- フランス代表（1991-2002年）

## 所属チーム

### 選手
- モンペリエUC（フランス語版）（1988-1990年）

- スタッド・ポワトヴァンVB（フランス語版）（1990-1996年）
- ニースVB（フランス語版）（1996-1997年）
- トゥールVB（1997-2002年）

### 指導者
- スタッド・ポワトヴァンVB（フランス語版） 監督（2006-2013年）
- フランス男子代表 コーチ（2006年、2010年）
- トゥールコワン・リール・メトロポールVB（フランス語版） 監督（2013-2016年）
- モンペリエ・バレー（フランス語版） 監督（2016-2023年）
- サントリーサンバーズ/サントリーサンバーズ大阪
  - コーチ（2023-2024年）
  - 監督（2024年-）